# Середній формат

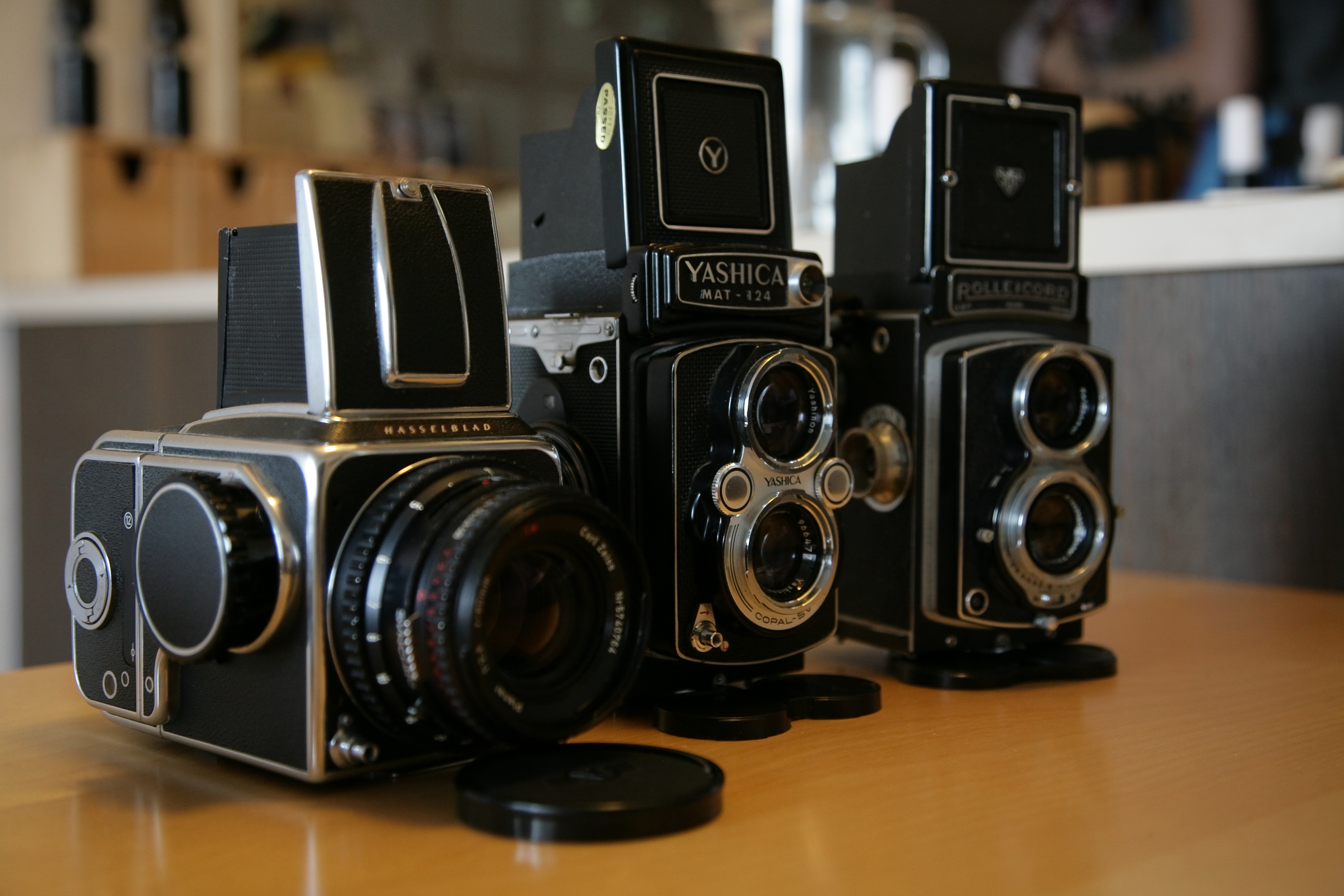
Популярні приклади кінокамер середнього формату

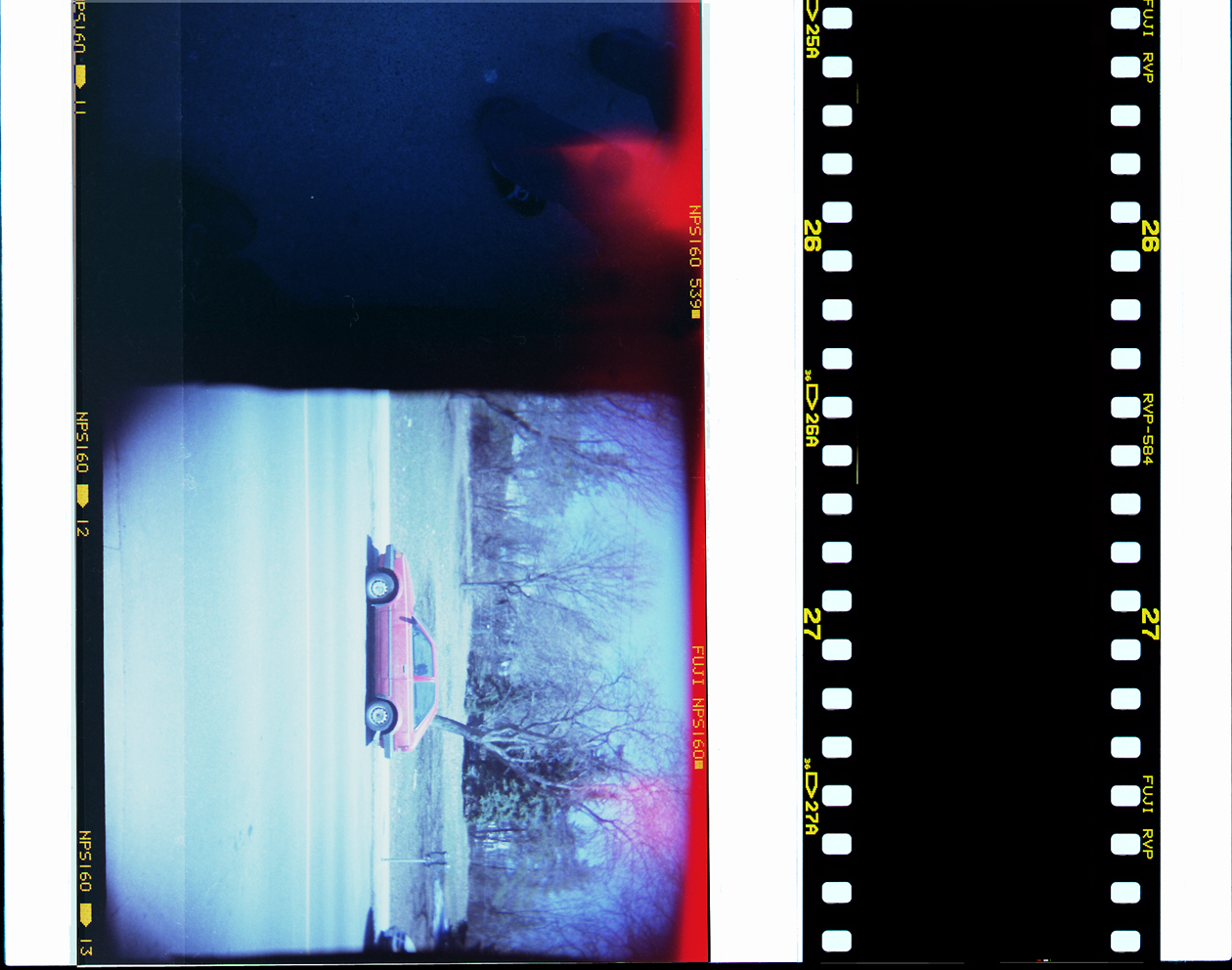
Порівняння розміру плівки середнього формату (ліворуч) і плівки 35 мм. Середньоформатна плівка не має такої перфорації, як має 35 мм плівка.

Під середнім форматом традиційно розуміють формат плівки у фотографії та відповідні камери та обладнання, що використовують такого розміру плівку. Зараз цей термін застосовується до плівкових і цифрових камер, які записують зображення на носії, більші від 24×36 мм, розміру вживаного у стандартній 35-міліметровій фотографії, але менші від 100×130 мм (який вважається великим форматом фотографій).
У цифровій фотографії середній формат відноситься або до камер, що використовують плівкову середнього формату, або до камер з сенсорами, більшими за розмір кадру 35 мм плівки. До переваг використання цифрових камер середнього формату належать сенсори з вищою роздільною здатністю, кращі можливості роботи в умовах слабкого освітлення порівняно з традиційними 35-мм цифровими дзеркальними фотоапаратами та ширший динамічний діапазон.

## Параметри
Середньоформатні камери, вироблені починаючи з 1950-х років, як правило, менш автоматизовані, ніж камери меншого розміру, виготовлені в той же час. Наприклад, автофокус став доступний користувачам 35 мм камер у 1977 році, але у середньому форматі став застосовуватись від кінця 1990-х років і ніколи не став доступним у ринкових широкоформатних камерах.
Основна перевага середньоформатної фотографії полягає в тому, що завдяки більшому у 2-6 разів розміру плівки або цифрового сенсора, ніж у 35-мм форматі, можна створювати зображення набагато вищої роздільної здатності. Це забезпечує кращу якісь збільшених зображень та плавну градацію, не таку зернисту чи розпливчасту, як із менших форматів плівки чи сенсора. Більший розмір плівки також дає змогу краще контролювати глибину різкості та, отже, дає більше творчих можливостей для фотографії.
Камери зі складчастим міхом зазвичай підтримують «нахил і зсув» об'єктива. Це дозволяє створити пейзажну фотографію з надзвичайно великою глибиною різкості – від найближчого переднього плану до дальнього горизонту – шляхом вирівнювання площини фокусування з площиною об'єкта, що цікавить, за допомогою принципу Шеймпфлюґа.
У порівнянні з 35 мм, основними недоліками є доступність і ціна. В той час як плівка та послуги друку фотографій формату 35 мм, як правило, все ще широко доступні та дешеві, середній формат можна обробити та надрукувати лише у професійних спеціалізованих фотомагазинах і студіях та може бути непомірно дорогим. Крім того, камери середнього формату, як правило, громіздкіші, ніж їхні 35-мм відповідники.

### Обробка плівки
Плівка середнього формату – це зазвичай рулонна плівка, яка, як правило, допускає від 8 до 32 кадрів на одному рулоні плівки, і тоді камеру треба перезарядити. Це менше, ніж для 35 мм плівок, які зазвичай мають від 12 до 36 кадрів на одному рулоні. Це дещо компенсується тим фактом, що більшість систем середнього формату використовували змінні плівкові касети, що дозволяло фотографам швидко міняти рулони, дозволяючи їм робити більшу кількість експозицій перед тим, як завантажувати нову плівку або змінювати тип плівки. Деякі компанії випускали спеціальні касети, які використовували 70 мм плівку з подвійною перфорацією, яка дозволяла завантажувати до 75 футів (22,86 м) плівки за раз. Хоча рулони великоформатної плівки виготовлялися свого часу, їх використання було спеціалізованим, як наприклад, для аерофотокамер, встановлених на військових літаках або фотокопіярок на поліграфічному обладнанні.
Найбільш широкоформатна плівка — це листкова плівка, тобто плівка, де кожне зображення міститься на окремому шматку плівки, що вимагає частого перезавантаження камери, як правило, після кожного знімка, іноді з використанням журналів по п'ять зображень або зменшувальних задників, які дозволяють експонувати кілька різних зображень на один аркуш плівки. Для деяких фотоапаратів виробляли плівку середнього формату, але ці фотоапарати, як правило, менші, легші й простіші у використанні, ніж широкоформатне обладнання. Листова плівка ніколи не використовувалася широко в камерах, менших за середній формат.
Розрахункова вартість кадру безпосередньо залежить від кількості використаної плівки, отже, чим більший розмір плівки, тим дорожчим буде кожне зображення. 8 на 10 см у широкоформатному негативі набагато дорожче, ніж 6 на 6 см середньоформатної картини, яка в свою чергу суттєво дорожча за вартість кадру 35 мм плівки.
35 мм касети, як правило, легше заряджати та розряджати з камери, ніж рулони середнього формату. Касета 35 мм вставляється всередину камери, і в більшості механізованих камер це все, що потрібно; камера автоматично прокручує плівку покадрово та в кінці змотує її в касету перед вийманням. Набагато менше середньоформатних фотоапаратів є механізованими, а середньоформатна рулонна плівка не має отворів для шестерні прокрутки, тому для завантаження часто потрібно, щоб маркування на підкладці плівки збігалося з позначками на камері, і перед вийманням необхідно ретельно закріпити папір підкладки, щоб захистити плівку від світла.

### Плівка 120, 220 і 620

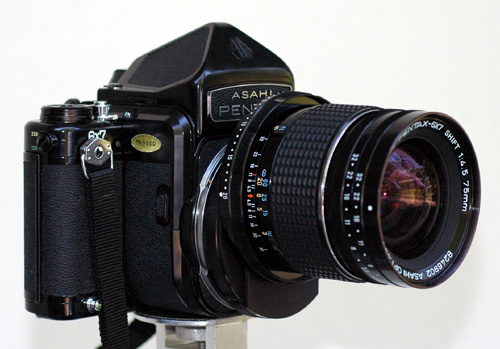
Дзеркальна фотокамера Pentax формату 6×7 з об'єктивом змінної перспективи

Усі середньоформатні фотоапарати, які масово виробляються сьогодні (станом на 2012 рік), використовують формат плівку 120 формату. Крім того, багато з них можуть використовувати  плівку формату 220, фактично подвоюючи кількість кадрів, доступних для плівки 120. Середньоформатну рулонну плівку все ще можна придбати в спеціалізованих магазинах і фотолабораторіях, але вона не така поширена, як 135 (35 мм) плівка.
Формат 620 був представлений Kodak у 1931 році як альтернатива формату 120. Його випуск було припинено в 1995 році. Формат 620 — це, по суті, така ж плівка на тоншій і вужчій суцільнометалевій бобіні. Хоча для ряду старих фотоапаратів Kodak Brownie потрібна плівка 620, багато з цих камер можуть вмістити трохи більші рулони/бобіни на 120. В інших ситуаціях, коли камера не може вмістити котушку 120, плівку 120 можна намотати на котушку 620 у темній кімнаті або в темному мішку.
На цю плівку знімають кадри з різним співвідношенням сторін, які відрізняються залежно від використовуваної камери чи кадрувальної рамки. Найпоширенішим співвідношенням сторін є 6×6 см (квадрат 1:1) і 6×4,5 см (прямокутник 4:3). Інші часто використовувані співвідношення сторін – 6×7 см, 6×9 см і 6×17 см панорамний. 6×4,5 см зазвичай називають «645», при цьому багато камер, які використовують це співвідношення, мають у назві продукту «645». Камери, які можуть перемикатися на різні пропорції, роблять це шляхом перемикання задньої панелі камери, використання кадрувальної рамки або використання спеціальних багатоформатних задників. Усі ці розміри є номінальними; реальні розміри дещо інші. Наприклад, 6×7 см може дати зображення на плівці, яке насправді має розмір 56×70 мм; і воно збільшується, щоб цілком заповнити аркуш паперу 8×10. Ще однією особливістю багатьох моделей середнього формату є можливість використання миттєвої плівки Polaroid у змінній задній частині. Студійні, комерційні та архітектурні фотографи цінують цю систему за те, що вона дає можливість перевіряти фокус і експозицію.

### 70мм фото- та кіноплівка
Для деяких професійних середньоформатних фотоапаратів, наприклад тих, що використовуються для шкільних портретів, були доступні довгі рулонні кіножурнали. Більшість із них вміщували 100-футові рулони плівки (30,5 м) завдовжки та 70 мм завширшки, іноді з перфорацією, іноді без. Деякі фотоапарати, такі як Hasselblad, можуть бути оснащені плівковими журналами, що містять 15-футові рулони з подвійною перфорацією 70 мм плівки, що змотується з однієї касети в іншу. 70 мм було стандартною шириною рулонної плівки протягом багатьох десятиліть, востаннє використовувалася аж у 1960-х роках для 116 та 616 розмірів рулонної плівки. Він також використовувався для картографування в аерофотозйомці і досі використовується у системах широкоформатних кінотеатрів, таких як IMAX .
70 мм плівка, яка використовується у фотоапаратах, таких як Mamiya та Hasselblad, і 70 мм плівка для друку, яка використовується в проєкторах IMAX, має такий самий розмір або висоту, як плівка 120. З 70 мм кінопроєкторна плівка має перфорацію з відступом 2,5 мм, що залишає місце для оптичних звукових доріжок старого зразка; стандарт, встановлений Todd-AO у 1950-х роках. Камери IMAX використовують 65 мм, які мають перфорацію та крок, що відповідають 70 мм плівці, використовуваній у проєкторах IMAX.

## Системні камери
1. Корпус камери
2. Об'єктиви
3. Фокусувальний екран
4. Батарея
5. Змотувач
6. Призматичний далекомірний видошукач
7. Призмовий шукач
8. Показник середньої лінії
9. Тримач 120 касети, завантажений плівкою X
10. Тримач 120 касети, завантажений плівкою Y
11. Тримач 220 касети, тримач 35 mm касети, тримач пакету Polaroid, цифровий задник (лише в останніх моделях), та ін.
12. Адаптер кабельного спуску

Mamiya 645 Super і можливі комплектації:

Багато професійних камер середнього формату є системними камерами, що означає, що вони мають різні взаємозамінні частини. Як більшість 35 мм дзеркальні фотокамери зазвичай підтримують різні об'єктиви, але крім того, стандартом для системних камер середнього формату є підтримка різних механізмів прокрутки, видошукачів і задників. Ця гнучкість є однією з головних переваг середньоформатної фотографії.

## Цифровий середній формат
Цифрова фотографія з'явилася у світі середнього формату з появою задніх панелей для цифрових камер, які можна встановити на багато системних камер. Цифрові задні панелі – це тип корпусу камери, який містить електронні датчики, що фактично перетворюють камеру на цифрову камеру. Ці тильні сторони використовуються переважно професійними фотографами. Як і у випадку з плівкою, завдяки збільшеному розміру сенсора зображення (майже вдвічі більше, ніж у 35 мм кадр плівки, і, отже, у 40 разів більше від розміру сенсора в типовій кишеньковій фотокамері, яка «знімає що бачить») вони забезпечують більше пікселів, ніж камери споживчого класу, і мають нижчий рівень шуму. Такі функції, як охолодження вентилятором, також покращують якість зображення студійних моделей.
Цей ринок почався в 1992 році, коли Leaf Systems Inc. випустили свою першу цифрову камеру (4 мегапікселі), названу «DCB» (часто описувану як «цегла»). Спочатку задню частину камери встановлювали на камери Sinar Studio, а пізніше її перемістили на пристрої середнього формату. До кінця 1990-х років ряд компаній виробляли задню частину цифрових камер різних типів.
У 2000-х роках кількість постачальників високоякісних систем камер середнього формату та цифрових задніх камер почала зменшуватися. Продуктивність цифрових дзеркальних фотоапаратів скоротила продаж середньоформатних систем на основі плівки, тоді як величезні витрати на розробку середньоформатних цифрових систем означали, що не всі постачальники могли прибутково конкурувати. Contax і Bronica припинили виробництво фотоапаратів, Kodak припинив випуск серії задніх панелей DCS, а виробники камер і задніх сторін почали інтегруватися.
Виробник фотоапаратів Hasselblad об'єднався з фірмою цифрової обробки зображень Imacon і співпрацював з Fuji для розробки та виробництва нової лінійки цифрових камер середнього формату, серії H. Оскільки виробник планує продавати цифрові задні панелі, інтегровані з певною камерою, інші виробники цифрових задніх сторін, швидше за все, не зможуть продати задню частину для цієї камери.
У 2004 році виробник камер Mamiya розробив 22-мегапіксельну камеру Mamiya ZD, першу в історії середньоформатну дзеркальну фотокамеру. Вона також розробила цифровий задник ZD, але оголосила про партнерство з виробником задників Phase One. Виробник фотоапаратів Sinar був поетапно поглинений виробником і розробником задників цифрових фотоапаратів Jenoptik і співпрацював з Rollei для розробки систем середньоформатних камер Hy6. DHW Fototechnik представила на photokina 2012 оновлену версію Hy6 під назвою Hy6 Mod2.
Цифровий задник Leaf Aptus 75S пропонує роздільну здатність 33 Мп зі швидкістю зйомки 50 кадрів на хвилину. На початку 2006 року Hasselblad (H2D і H3D) і Phase One (P45) випустили 39-мегапіксельну задню частину. У 2008 році Phase One анонсувала P65+, 60-мегапіксельну задню частину, цифрову задню камеру з найвищою роздільною здатністю на той час (2008). Phase One продовжує домінувати у висококласному неінтерпольованому зображенні з найбільшою часткою ринку. Sinar продовжує надавати свою основну систему Digital View Camera, продовжуючи підтримувати середній формат HY6 з новою незалежною від платформи цифровою камерою eSprit 65 LV. У 2010 році Leaf випустив 80-мегапіксельну цифрову задню камеру Aptus-II 12. Розмір датчика Leaf Aptus-II 12 53,7 мм × 40,3 мм становить 92% площі 56 мм × 41,5 кадру стандартного розміру 6 × 4,5 мм, 69% від 56 мм × 56 мм квадратного кадру розміром 6 × 6 і 45% площі 56 мм × 84 мм кадру 6 × 9.
У продажу з грудня 2010 року Pentax 645D — це 40-мегапіксельна середньоформатна дзеркальна фотокамера. Камера має 44×33 мм, а необроблений файл у форматі DNG. Це перша цифрова версія середньоформатної камери компанії 645, яка сумісна з існуючими системними об'єктивами 645.
На початку 2014 року в середньому форматі вперше використано датчик CMOS замість датчика CCD для кращої якості зображення, головним чином у високому ISO з динамічним діапазоном до 14 діафрагм. Phase One і Hasselblad використовують однакові сенсори CMOS на 50 Мп від Sony. Подібним чином Pentax 645Z використовує CMOS-сенсор на 51,4 Мп. 
Fujifilm розпочала серію цифрових камер середнього формату GFX із представлення моделі GFX 50S із роздільною здатністю 50 МП, випущеної в січні 2017 року, і станом на 2022 рік у лінійці GFX є шість камер, включаючи три моделі на 102 МП із максимальною роздільною здатністю 11648 x 8736 пікселів.

## «Ломографія» та інші малобюджетні середньоформатні фотоапарати

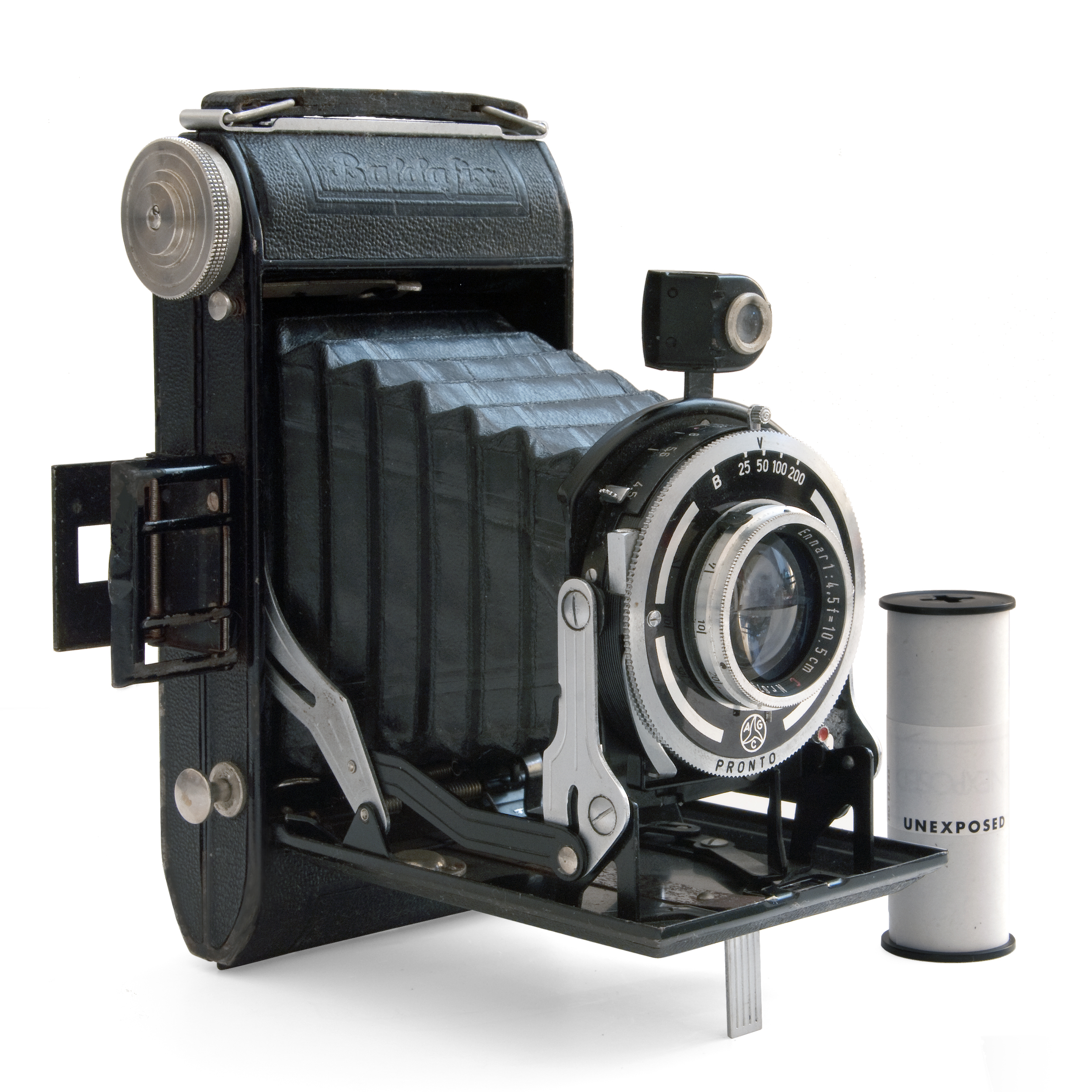
Складна камера Baldafix, одна з великої кількості старих складаних камер, які використовували плівку середнього формату, з рулоном плівки 120

Хоча більшість професійних середньоформатних фотоапаратів дуже дорогі, деякі недорогі імпортні пластикові, такі як Diana та Holga, набувають популярності, особливо серед любителів іграшкових камер. Багато з цих камер продаються через австрійську Lomographische AG. Через низьку якість камер точне зображення, зняте на негативі, має дещо випадковий характер. Ці камери часто мають пластикові лінзи, які забезпечують поганий або нерівномірний фокус, витоки світла, які дивно забарвлюють зображення, надмірне віньєтування та безліч інших атрибутів, які, як правило, небажані для фотографів. Хоча ці елементи, безумовно, є недоліками з точки зору конструкції камери, вони можуть дати цікаві, художні чи приємні результати. Через популярність ломографії та культури іграшкових камер середньоформатна фотографія відродилася серед фотографів-аматорів. Двооб'єктивні дзеркальні камери (TLR) і корпуси без спотворень і витоку світла можна придбати на ринку вживаних камер у тому ж ціновому діапазоні.
Також доступні за помірними цінами китайські Seagull TLR і середньоформатні фотоапарати з колишнього Радянського Союзу, такі як російський «Любитель» і дещо кращі українські «Київ-Арсенал» 60 і 88. Ці камери можуть створювати якісні знімки, хоча об'єктиви та корпуси камер не на рівні шведських, німецьких та японських виробників. Залежно від стану камери, вони можуть створювати зображення від ломографії до зображень, близьких до європейських та японських аналогів.
Вживані складані фотоапарати, камери TLR і бокс-камери також є дешевим варіантом для зйомки середнього формату. У багатьох складанках, виготовлених у США, включно з найбільш масовим Kodak, використовується знята з виробництва плівка 620, що вимагає від користувача повторно намотати 120 плівку або модифікувати котушку плівки відповідно до розміру.

## 3D-друковані камери з відкритим кодом
Було кілька проєктів із виробництва камер способом 3D-друку із відкритим вихідним кодом, у тому числі K-Pan і Dora Goodman Cameras, які виробляють камери середнього формату, а також сумісні камери 35 мм і великого формату. Камери Goodman сумісні з прес-об'єктивами Mamiya та деякими задниками для середньоформатної плівки Mamiya.

## зовнішні посилання
- DW Photo Виробник камери Rolleiflex Hy6
- DHW Fototechnik (Старий заводський сайт цифрових і аналогових середньоформатних фотоапаратів Rolleiflex) англійською та німецькою мовами
- Посібник із фотозйомки на середньоформатну камеру та плівку
- Вибираємо фотоапарат середнього формату на Photo.net
- Купівля класичних фотоапаратів середнього формату David Silver
- Огляд середніх форматів Роджера В. Гікса
- Конфігурації різних камер - Задня камера - Об'єктив
- Вам підходить камера середнього формату? Британський журнал фотографії
- Ремонтні майстерні Rolleiflex по всьому світу від Ferdi Stutterheim